# Fourques-sur-Garonne
Fourques-sur-Garonne is een gemeente in het Franse departement Lot-et-Garonne (regio Nouvelle-Aquitaine). De plaats maakt deel uit van het arrondissement Marmande. Fourques-sur-Garonne telde op 1 januari 2022 1.307 inwoners.

## Geografie
De oppervlakte van Fourques-sur-Garonne bedroeg op 1 januari 2022 13,96 vierkante kilometer; de bevolkingsdichtheid was toen 93,6 inwoners per km².

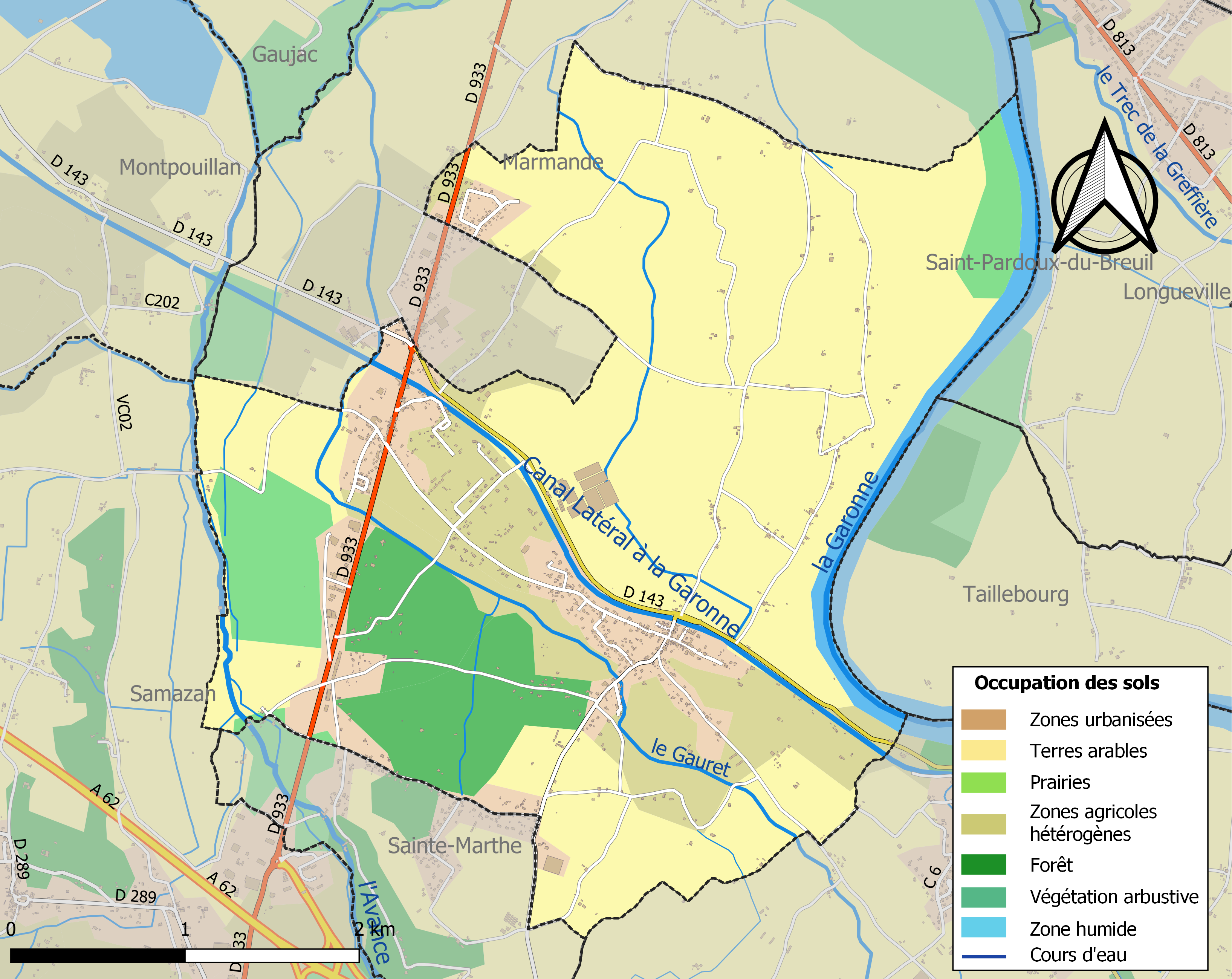
Kaart van de gemeente met de belangrijkste infrastructuur, bodemgebruik en omliggende gemeenten

## Demografie
Onderstaande figuur toont het verloop van het inwonertal (bron: INSEE-tellingen).